# Altkalkar
Altkalkar is de oudste en dichtst bevolkte wijk van Kalkar in Noordrijn-Westfalen in Duitsland en grenst direct aan de historische binnenstad. Het is gelegen aan de stuwwal van de Nederrijnse Heuvelrug. (Monreberg, Beginenberg)
Er wonen ruim vierduizend inwoners. De wijk ligt in het groen en is geliefd bij gezinnen met kinderen. Winkels en scholen zijn op loopafstand. Er zijn winkels en er is een bedrijventerrein.

## Bezienswaardigheden
- St. Pankratius kerk - (1892) - neogotiek - voor het eerst genoemd in 1281
- Haus Horst - huidig bejaardenhuis met openbaar café in een Herrensitz uit de 17e eeuw

## Geschiedenis
Altkalkar behoort sinds de gemeentelijke herindeling van 1969 tot de gemeente Kalkar. De vroegere geschiedenis van het gebied is goed gedocumenteerd. Zo is bekend dat de Romeinen hier het cavaleriekamp Burginatium vestigden.
In de middeleeuwen was er een burcht van de Grafen von Kleve. Deze werd tijdens de Dertigjarige Oorlog verwoest. Burg Monterberg.
Boven op de Beginenberg is de von-Seydlitz kazerne gevestigd met een onder andere een afdeling voor luchtruimbeveiliging van de NATO.

## Afbeeldingen

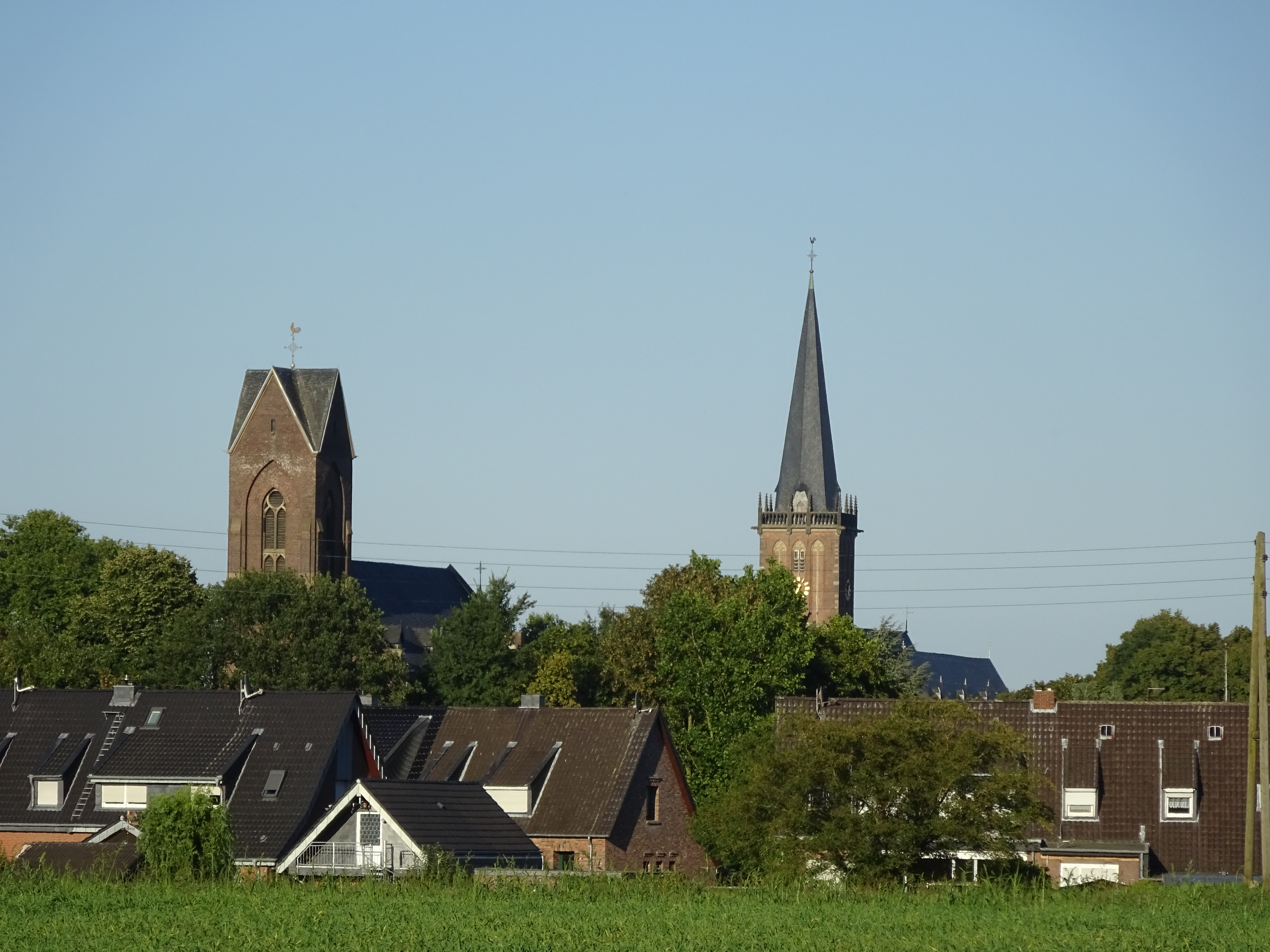
St. Pankratius en St Nicolai
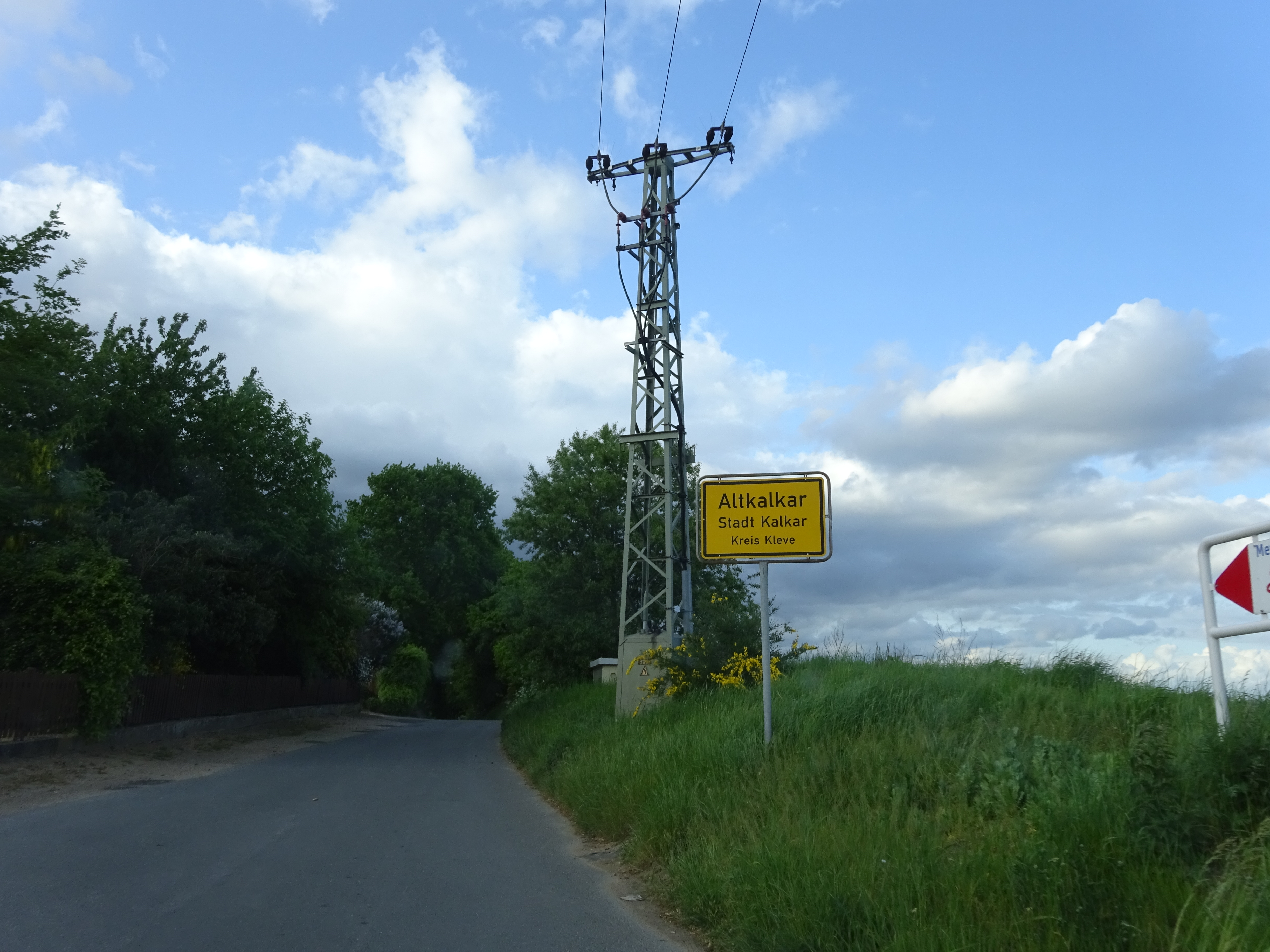
Talstrasse
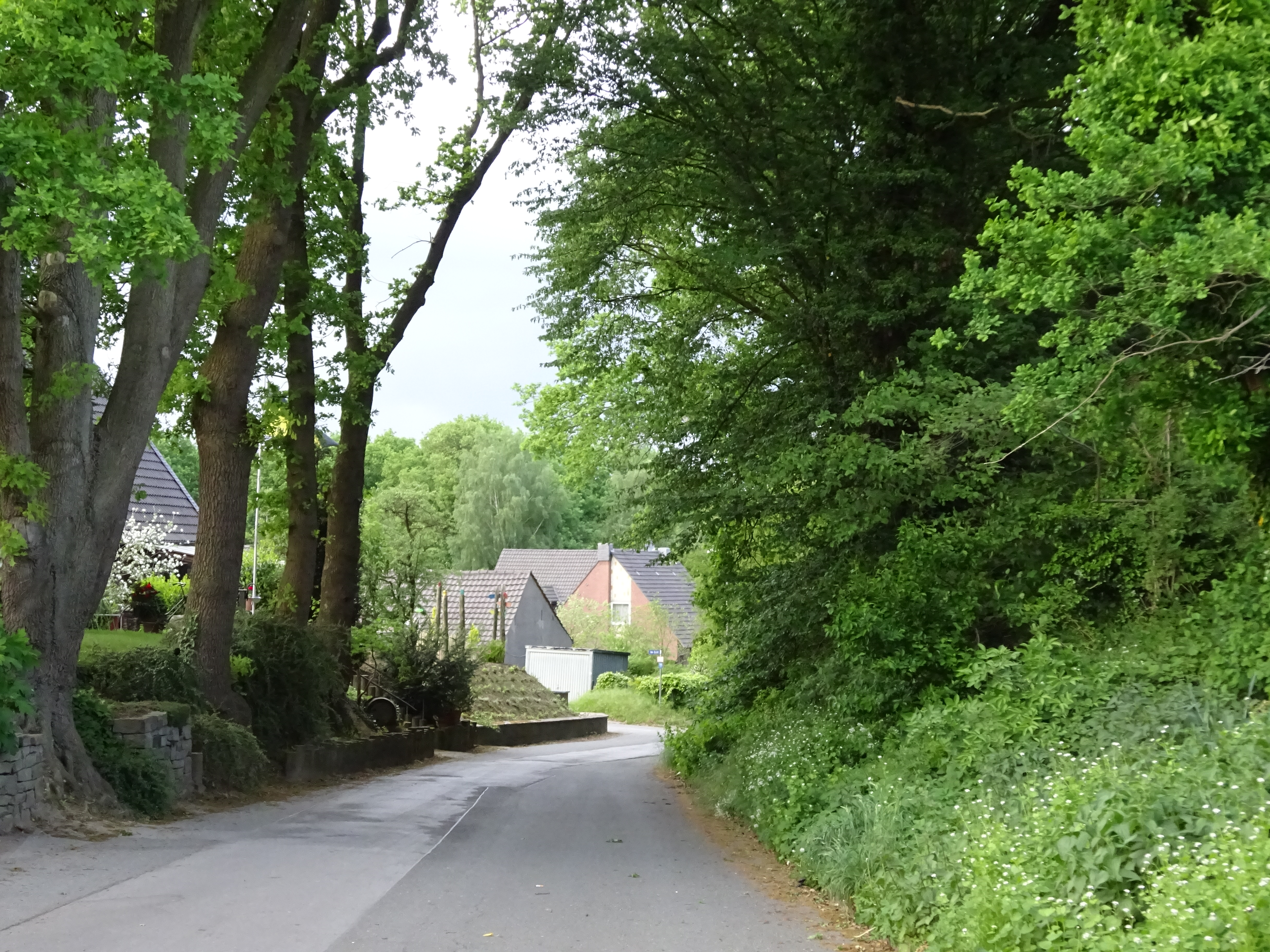
Talstrasse
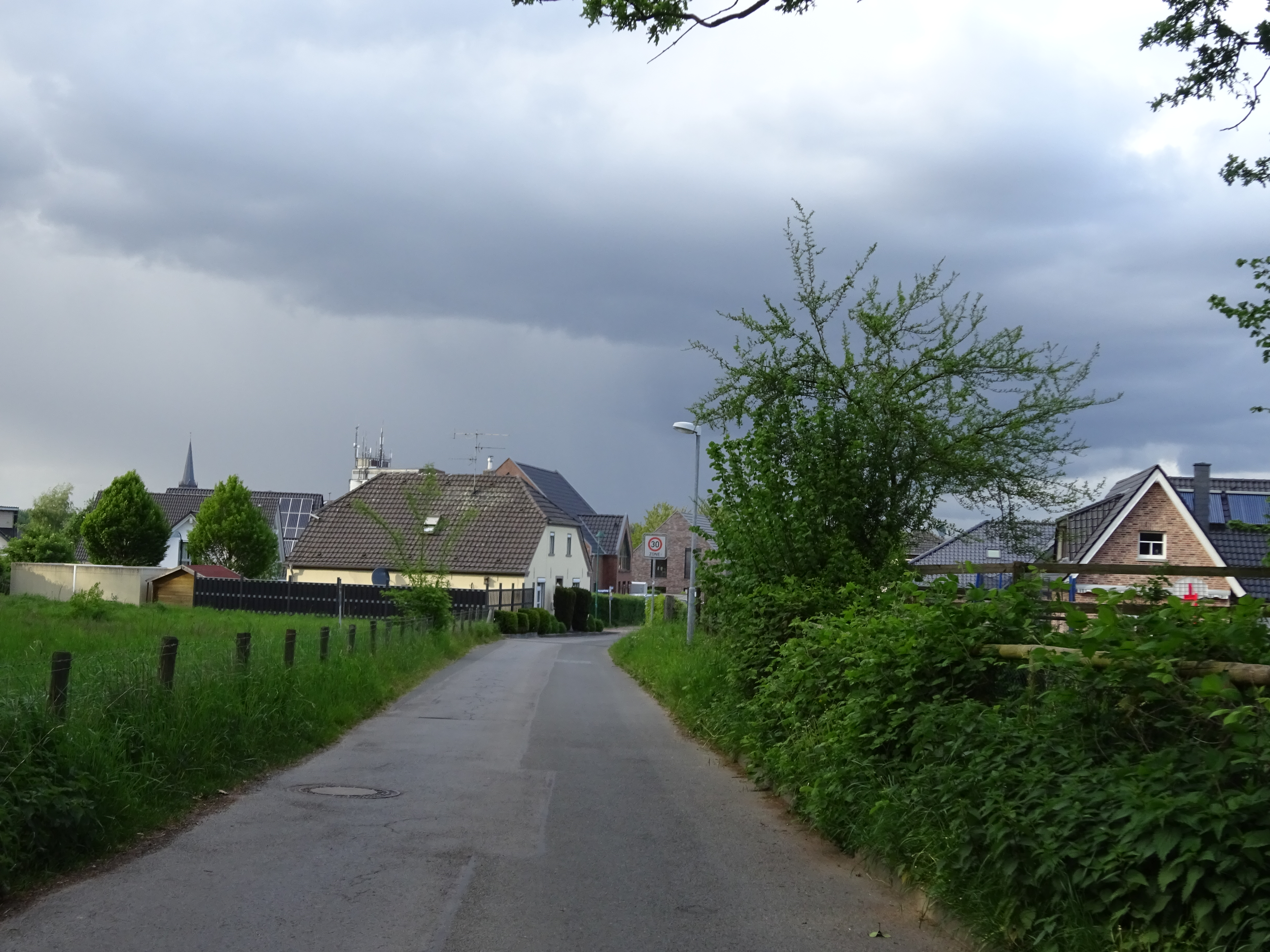
Talstrasse

Dorpen: Altkalkar · Appeldorn · Grieth · Hanselaer · Hönnepel · Kehrum · Neulouisendorf · Niedermörmter · Wissel
Buurtschap: Emmericher Eyland · Polders: Bylerward · Wisselward